# Dīfeh Āqā
Dīfeh Āqā (persiska: Tolombeh-ye Nūrābād, ديفه اقا, دئفه رضوی) är en ort i Iran.   Den ligger i provinsen Kerman, i den centrala delen av landet, 700 km sydost om huvudstaden Teheran. Dīfeh Āqā ligger 1 454 meter över havet och antalet invånare är 657.
Terrängen runt Dīfeh Āqā är platt åt nordost, men åt sydväst är den kuperad.Runt Dīfeh Āqā är det ganska glesbefolkat, med 42 invånare per kvadratkilometer. Dīfeh Āqā är det största samhället i trakten. Trakten runt Dīfeh Āqā består till största delen av jordbruksmark.